# Judy Mallaber
Clare Judith Mallaber, née le 10 juillet 1951, est une femme politique du Parti travailliste. Elle est députée d'Amber Valley de 1997 à 2010, lorsqu'elle perd son siège au profit du conservateur Nigel Mills. 

## Biographie
Elle fait ses études à la North London Collegiate School et au St Anne's College d'Oxford, où elle obtient un baccalauréat universitaire.